# Bistum Gokwe
Das Bistum Gokwe (lat.: Dioecesis Gokvensis) ist eine in Simbabwe gelegene römisch-katholische Diözese mit Sitz in Gokwe.

## Geschichte
Das Bistum Gokwe wurde am 17. Juni 1991 durch Papst Johannes Paul II. mit der Apostolischen Konstitution Fidelium communitas aus Gebietsabtretungen des Bistums Hwange errichtet und dem Erzbistum Harare als Suffraganbistum unterstellt.

## Bischöfe von Gokwe
- Michael Dixon Bhasera, 1991–1999, dann Bischof von Masvingo
- Angel Floro Martínez IEME, 1999–2017
- Rudolf Nyandoro, 2017–2020, dann Bischof von Gweru
- Eusebius Jelous Nyathi, seit 2023